# Языки Восточного Тимора

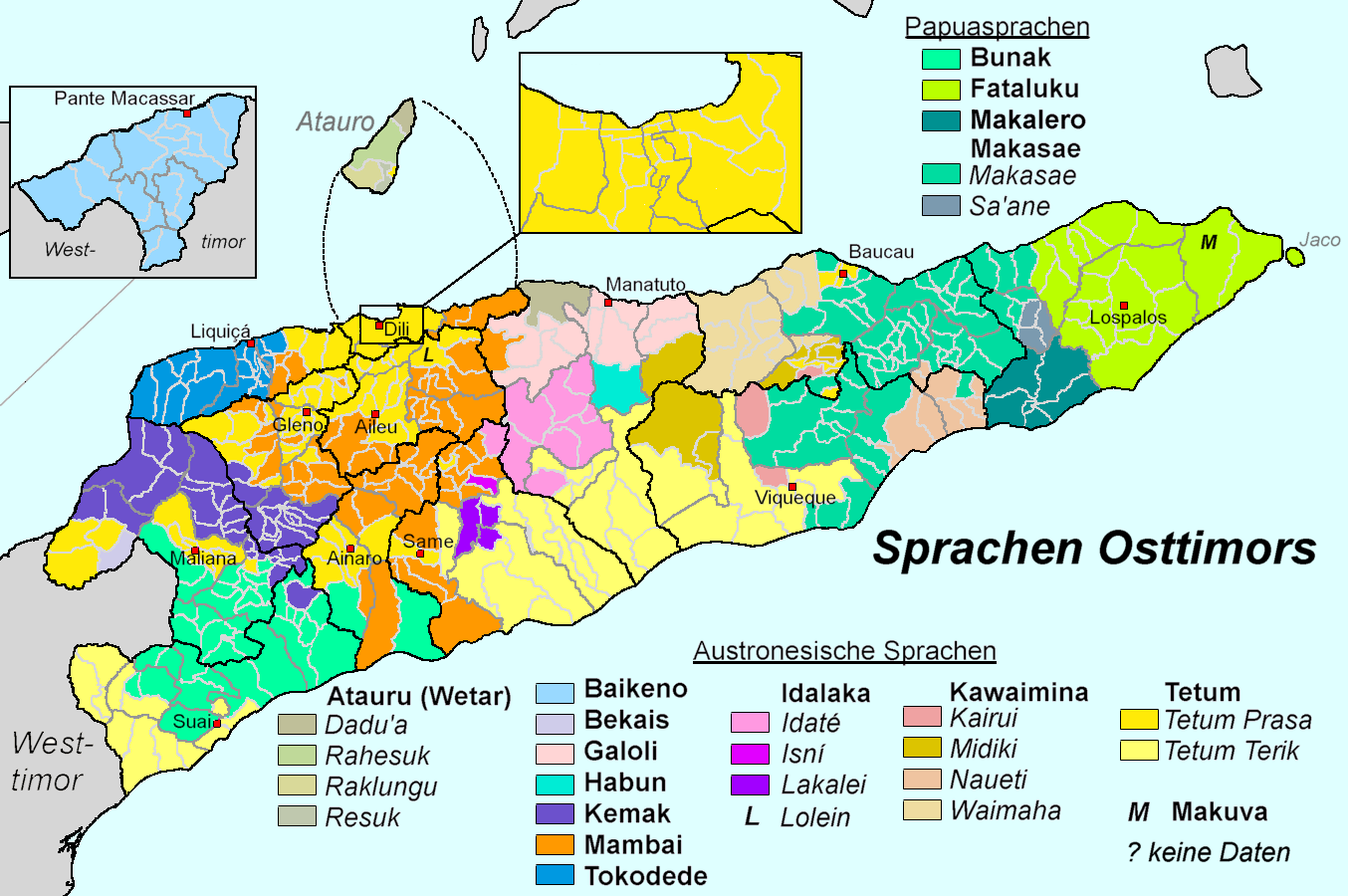
Крупнейшие языковые группы Восточного Тимора (карта на немецком языке).

Население Восточного Тимора разговаривает на 16 аборигенных языках, а также на португальском и индонезийском.

## Официальные языки
В Восточном Тиморе два официальных языка: тетум и португальский и ещё два «рабочих»: индонезийский и английский. «Рабочие языки», согласно статье 159 Конституции Демократической Республики Восточный Тимор, используются в работе официальных органов «когда это будет сочтено необходимым». Статус «рабочих языков» конституцией определён как временный, без указания даты истечения переходного периода.
Большинство тиморцев говорит на нескольких языках. Согласно переписи 2010 года, около 90 % тиморцев использует язык тетум в повседневной жизни (при том, что он является родным лишь для 23 % нынешнего населения Восточного Тимора), 36 % в той или иной степени могут изъясняться на португальском языке (в том числе 23,5 % разговаривают, читают и пишут на португальском языке), 35 % тиморцев бегло разговаривает на индонезийском языке, 31,4 % населения могут изъясниться на английском языке.

## Тетум
Тетум — язык наиболее крупного аборигенного народа, который, в основном, проживает в районе столицы Восточного Тимора Дили. Тетум со временем стал языком лингва-франка — языком межплеменного общения в Восточном Тиморе, который в большей или меньшей степени понимает большинство населения. Язык тетум, особенно у населения живущего в столичном регионе, лексически насыщен португальскими словами, но при этом использует изначальную грамматику тетума. Согласно переписи 2010 года, язык тетум является родным для 36,6 % тиморцев.

### Другие аборигенные языки
Большинство населения (тетумы, мамбаи, токоде) говорят также на аборигенных языках тиморской ветви центрально-малайско-полинезийской зоны австронезийских языков. Языки племён бунаки, макасаи и некоторых других относятся к тиморо-алорской семье папуасских языков.
После обретения независимости усилились интеграционные процессы, и прежняя племенная идентичность подавляется национальной. Складывается восточно-тиморская литература на тетум-праса и португальском, своеобразные стили в декоративном искусстве и архитектуре, перерабатывающие племенные традиции. Символом Восточного Тимора стал ума-лулик — священный племенной дом фаталуку.
Согласно переписи населения 2010 года, другими распространёнными аборигенными языками (помимо тетума) являются: мамбаи (12,5 %), макасаи (9,7 %), тетум терик (6,0 %), баикену (5,9 %), кемак (5,9 %), бунак (5,3 %), токодеде (3,7 %) и фаталуку (3,6 %).

## Португальский язык
Правительство Восточного Тимора прилагает большие усилия по распространению в стране португальского языка. Португальский язык рассматривается как объединяющий население Восточного Тимора и отличающий его от населения остальной (индонезийской) части острова Тимор. Португальский язык был языком вооружённой борьбы против индонезийской оккупации. И сейчас португальский является языком элиты страны, языком, который даёт возможность народу Восточного Тимора приобщиться к мировой науке, образованию, культуре, католицизму и подчёркивает культурное и историческое родство с прежней метрополией, а также другими португалоязычными странами — Бразилией, Анголой, Мозамбиком, Гвинеей-Бисау, Кабо-Верде, Сан-Томе и Принсипи, Макао.
Португальский язык используется в Восточном Тиморе в образовании (как школьном, так и в высшем), в юриспруденции, в официальных документах. В результате целенаправленных действий руководства страны стремительно увеличивается количество населения, говорящего на португальском языке. Всего за 8 лет прошедших между переписями 2002 года и 2010 года процент населения, разговаривающего на португальском, увеличился почти в пять раз. Перепись населения 2002 г. показала, что португальским языком владеет 5 % населения страны. Согласно переписи 2004 года, уже 13,6 % населения могло говорить на португальском языке. Согласно этой же переписи 2004 года, 36 % респондентов заявило, что они в той или иной степени могут изъясняться на португальском языке. Согласно переписи 2010 года, португальским языком владело 23,5 % восточных тиморцев. Руководство Восточного Тимора полагает, что за второе десятилетие независимости более половины восточных тиморцев станет говорить на португальском языке.

## Индонезийский язык
В период индонезийской оккупации (1976—1999) проводилась политика интеграции населения Восточного Тимора в состав индонезийцев. Широко распространилось знание индонезийского языка (в то время — государственного). Португальский язык был запрещён. Язык тетум-праса сохранялся, как язык общения на всей территории, за исключением крайней восточной оконечности острова и анклава Окуси. После провозглашения независимости от Индонезии индонезийский язык был исключён из школ в качестве языка обучения. В настоящее время правительство Индонезии стремится усилить влияние индонезийского языка в Восточном Тиморе путём создания элиты Восточного Тимора, говорящей на индонезийском языке, предоставляя места в университетах Индонезии для обучения студентов из Восточного Тимора. В частности, в 2012 г. в университетах Индонезии обучалось 7000 студентов из Восточного Тимора (при численности населения Восточного Тимора в 1,1 млн человек). Для сравнения — в этом же 2012 году в единственном восточнотиморском университете, в столице Дили, училось всего 5000 студентов.
После обретения независимости в 2002 году государственными языками Восточного Тимора стали тетум-праса и португальский. На последнем говорит преимущественно новая социальная элита, вернувшаяся из эмиграции после референдума о независимости 1999. По-прежнему широко распространён индонезийский язык.

## Другие неаборигенные языки
В 1976—1999 практиковалась т. н. трансмиграция — переселение в Восточный Тимор преимущественно мусульманского населения из перенаселённых островов Западной Индонезии (Явы и Мадуры, Бали, Южного Сулавеси и др.). После провозглашения независимости большинство мусульман вернулось в Индонезию. Ныне численность индонезийцев в Восточном Тиморе насчитывается несколько тысяч человек. Имеется также небольшое количество малайцев из Саравака.
В Дили существует мусульманская община арабского происхождения (потомки переселенцев середины — конца XIX века из Хадрамаута) численностью около 1000 человек.
Китайцев, преимущественно хакка из южного Китая, насчитывается 11 тыс. человек, исповедуют в основном католицизм.